# Andriej Filiczkin
Andriej Władimirowicz Filiczkin (ros. Андрей Владимирович Филичкин; ur. 23 stycznia 1975 w Jelizowie) – rosyjski narciarz alpejski, srebrny medalista mistrzostw świata juniorów.

## Kariera
Po raz pierwszy na arenie międzynarodowej Andriej Filiczkin pojawił się w 1993 roku, startując na mistrzostwach świata juniorów w Montecampione. Zajął tam szesnaste miejsce w zjeździe i 37. miejsce w supergigancie. Podczas rozgrywanych rok później mistrzostw świata juniorów w Lake Placid wywalczył srebrny medal w supergigancie. W zawodach tych rozdzielił na podium dwóch Francuzów: Benjamina Melquionda i Frédérica Coviliego. Na tej samej imprezie był też czwarty w zjeździe. W zawodach Pucharu Świata zadebiutował 15 marca 1995 roku w Bormio, zajmując 23. miejsce w zjeździe. Tym samym już w swoim debiucie zdobył pierwsze pucharowe punkty. Najlepszą lokatę w zawodach tego cyklu wywalczył 5 lutego 1996 roku w Garmisch-Partenkirchen, zajmując dziewiąte miejsce w supergigancie. Najlepsze wyniki osiągnął w sezonie 1996/1997, kiedy w klasyfikacji generalnej zajął 78. miejsce.
Kilkukrotnie startował na mistrzostwach świata, najlepszy wynik osiągając podczas mistrzostw świata w Sierra Nevada w 1996 roku i rozgrywanych rok później mistrzostw świata w Sestriere, gdzie zajmował piętnaste miejsce w supergigancie. W 1998 roku wystartował na igrzyskach olimpijskich w Nagano, zajmując między innymi osiemnaste miejsce w zjeździe. Był ponadto czternasty w kombinacji podczas igrzysk olimpijskich w Salt Lake City w 2002 roku. Kilkukrotnie zdobywał mistrzostwo Rosji. W 2006 roku zakończył karierę.

## Osiągnięcia

### Igrzyska olimpijskie
| Miejsce | Dzień     | Rok  | Miejscowość    | Konkurencja | Czas biegu  | Strata   | Zwycięzca           |
| ------- | --------- | ---- | -------------- | ----------- | ----------- | -------- | ------------------- |
| 37.     | 13 lutego | 1994 | Lillehammer    | Zjazd       | 1:45,75 min | +3,06 s  | Tommy Moe           |
| DNF     | 15 lutego | 1994 | Lillehammer    | Kombinacja  | 3:17,53 min | -        | Lasse Kjus          |
| 30.     | 17 lutego | 1994 | Lillehammer    | Supergigant | 1:32,53 min | +2,73 s  | Markus Wasmeier     |
| DNF     | 23 lutego | 1994 | Lillehammer    | Gigant      | 2:52,46 min | -        | Markus Wasmeier     |
| 18.     | 13 lutego | 1998 | Nagano         | Zjazd       | 1:50,11 min | +2,54 s  | Jean-Luc Crétier    |
| 21.     | 16 lutego | 1998 | Nagano         | Supergigant | 1:34,82 min | +2,47 s  | Hermann Maier       |
| DNF     | 19 lutego | 1998 | Nagano         | Gigant      | 2:38,51 min | -        | Hermann Maier       |
| 41.     | 10 lutego | 2002 | Salt Lake City | Zjazd       | 1:39,13 min | +4,60 s  | Fritz Strobl        |
| 14.     | 13 lutego | 2002 | Salt Lake City | Kombinacja  | 3:17,56 min | +10,58 s | Kjetil André Aamodt |
| DNF     | 16 lutego | 2002 | Salt Lake City | Supergigant | 1:21,58 min | –        | Kjetil André Aamodt |
| DNF     | 21 lutego | 2002 | Salt Lake City | Gigant      | 2:23,28 min | –        | Stephan Eberharter  |

### Mistrzostwa świata
| Miejsce | Dzień       | Rok  | Miejscowość   | Konkurencja | Czas biegu  | Strata   | Zwycięzca                |
| ------- | ----------- | ---- | ------------- | ----------- | ----------- | -------- | ------------------------ |
| 15.     | 13 lutego   | 1996 | Sierra Nevada | Supergigant | 1:21,80 min | +1,22 s  | Atle Skårdal             |
| 34.     | 17 lutego   | 1996 | Sierra Nevada | Zjazd       | 2:00,17 min | +4,22 s  | Patrick Ortlieb          |
| 23.     | 19 lutego   | 1996 | Sierra Nevada | Kombinacja  | 3:31,95 min | +12,78 s | Marc Girardelli          |
| DSQ2    | 23 lutego   | 1996 | Sierra Nevada | Gigant      | 1:58,63 min | -        | Alberto Tomba            |
| 15.     | 3 lutego    | 1997 | Sestriere     | Supergigant | 1:29,68 min | +1,34 s  | Atle Skårdal             |
| 30.     | 8 lutego    | 1997 | Sestriere     | Zjazd       | 1:51,11 min | +3,54 s  | Bruno Kernen             |
| DNF1    | 12 lutego   | 1997 | Sestriere     | Gigant      | 2:48,23 min | -        | Michael von Grünigen     |
| 31.     | 2 lutego    | 1999 | Vail          | Supergigant | 1:14,53 min | +3,02 s  | Lasse Kjus Hermann Maier |
| DNF     | 6 lutego    | 1999 | Vail          | Zjazd       | 1:40,60 min | -        | Hermann Maier            |
| DNF1    | 12 lutego   | 1999 | Vail          | Gigant      | 2:19,31 min | –        | Lasse Kjus               |
| DNF1    | 31 stycznia | 2001 | Sankt Anton   | Supergigant | 1:21,46 min | -        | Daron Rahlves            |
| 25.     | 7 lutego    | 2001 | Sankt Anton   | Zjazd       | 1:38,74 min | +4,89 s  | Hannes Trinkl            |
| DNF2    | 8 lutego    | 2001 | Sankt Anton   | Gigant      | 2:23,80 min | -        | Michael von Grünigen     |

### Mistrzostwa świata juniorów
| Miejsce | Dzień    | Rok  | Miejscowość   | Konkurencja | Czas biegu  | Strata  | Zwycięzca          |
| ------- | -------- | ---- | ------------- | ----------- | ----------- | ------- | ------------------ |
| 37.     | 2 marca  | 1993 | Montecampione | Supergigant | 1:38,79 min | +3,58 s | Massimiliano Iezza |
| 16.     | 4 marca  | 1993 | Montecampione | Zjazd       | 1:28,27 min | +1,81 s | Gaëtan Llorach     |
| 44.     | 7 marca  | 1994 | Lake Placid   | Zjazd       | 1:38,07 min | +1,19 s | Kevin Wert         |
| 2.      | 11 marca | 1994 | Lake Placid   | Supergigant | 1:24,40 min | +0,75 s | Benjamin Melquiond |

### Puchar Świata

#### Miejsca w klasyfikacji generalnej
- sezon 1995/1996: 81.
- sezon 1996/1997: 78.

#### Miejsca na podium w zawodach
Filiczkin nie stawał na podium zawodów PŚ.